# Episodi di Quantico (prima stagione)
La prima stagione della serie televisiva Quantico, composta da 22 episodi, è stata trasmessa negli Stati Uniti per la prima volta dall'emittente ABC dal 27 settembre 2015 al 15 maggio 2016.
In Italia, la stagione è andata in onda in prima visione sul canale satellitare Fox dal 18 novembre 2015 al 6 luglio 2016 e in chiaro è stata trasmessa dal 4 ottobre 2016 su Paramount Channel.
Durante questa stagione esce dal cast principale Annabelle Acosta, mentre al termine escono Josh Hopkins e Tate Ellington.
| nº | Titolo originale | Titolo italiano | Prima TV USA      | Prima TV Italia  |
| -- | ---------------- | --------------- | ----------------- | ---------------- |
| 1  | Run              | Corri           | 27 settembre 2015 | 18 novembre 2015 |
| 2  | America          | America         | 4 ottobre 2015    | 18 novembre 2015 |
| 3  | Cover            | Copertura       | 11 ottobre 2015   | 25 novembre 2015 |
| 4  | Kill             | Uccidere        | 18 ottobre 2015   | 25 novembre 2015 |
| 5  | Found            | Trovato         | 25 ottobre 2015   | 2 dicembre 2015  |
| 6  | God              | Dio             | 1º novembre 2015  | 9 dicembre 2015  |
| 7  | Go               | Via             | 8 novembre 2015   | 16 dicembre 2015 |
| 8  | Over             | Finita          | 15 novembre 2015  | 23 dicembre 2015 |
| 9  | Guilty           | Colpevole       | 29 novembre 2015  | 30 dicembre 2015 |
| 10 | Quantico         | Quantico        | 6 dicembre 2015   | 6 gennaio 2016   |
| 11 | Inside           | Dentro          | 13 dicembre 2015  | 13 gennaio 2016  |
| 12 | Alex             | Alex            | 6 marzo 2016      | 27 aprile 2016   |
| 13 | Clear            | Chiaro          | 13 marzo 2016     | 4 maggio 2016    |
| 14 | Answer           | Rispondere      | 20 marzo 2016     | 11 maggio 2016   |
| 15 | Turn             | Tu              | 27 marzo 2016     | 18 maggio 2016   |
| 16 | Clue             | Indizio         | 3 aprile 2016     | 25 maggio 2016   |
| 17 | Care             | Bene            | 10 aprile 2016    | 1º giugno 2016   |
| 18 | Soon             | Presto          | 17 aprile 2016    | 8 giugno 2016    |
| 19 | Fast             | Subito          | 24 aprile 2016    | 15 giugno 2016   |
| 20 | Drive            | Partire         | 1º maggio 2016    | 22 giugno 2016   |
| 21 | Right            | Giusto          | 8 maggio 2016     | 29 giugno 2016   |
| 22 | Yes              | Sì              | 15 maggio 2016    | 6 luglio 2016    |

## Corri
- Titolo originale: Run
- Diretto da: Marc Munden
- Scritto da: Joshua Safran

### Trama
La recluta dell'FBI Alex Parrish viene trovata tra le rovine della Grand Central Terminal di New York. La ragazza si trova a pochi metri dall'esplosione, illesa, e per questo motivo viene scortata e interrogata dall'FBI. Alcuni flashback mostrano la sua formazione e quella delle altre reclute dell'FBI di Quantico. Uno di loro, Ryan Booth, è in realtà un agente sotto copertura che viene incaricato dall'agente speciale O'Connor di sorvegliare Alex. Alex aveva rivelato all'agente O'Connor di come sparò a suo padre, Jeff Michaels, che si rivela essere un ex agente dell'FBI, durante un alterco con la madre. Tornando al presente, trovano Ryan incosciente, colpito da un proiettile sparato dalla pistola di Alex nel suo appartamento, insieme alle prove della sua colpevolezza nell'attacco terroristico. Alex viene per questo arrestata, ma Miranda Shaw, il suo mentore ed ex-direttrice dell'accademia di Quantico, la aiuta a fuggire.
- Altri interpreti: Anthony Ruivivar (Agente Jimenez), Brian J. Smith (Eric Packer), Anna Khaja (Sita Parrish), Shoba Narayan (Giovane Alex), Ray Stoney (SWAT Team Leader), Johnathon Schaech (Michael Parrish).
- Ascolti USA: telespettatori 7 142 000[3]
- Ascolti Italia: telespettatori 451 000[4]

## America
- Titolo originale: America
- Diretto da: Stephen Kay
- Scritto da: Joshua Safran

### Trama
Liam riesce a catturare Miranda, ma intanto Alex è riuscita a fuggire. La ragazza decide di andare nel suo appartamento per raccogliere alcune prove, ma viene scoperta da Natalie. Le due ragazze si scontrano ferocemente, ma alla fine è Alex che ha la meglio. Subito dopo chiama Ryan all'ospedale. Il ragazzo, dopo essere stato colpito da un proiettile nell'appartamento di Alex, è riuscito a sopravvivere. Lui le dice che non ricorda chi gli ha sparato, ma sa che non è stata Alex. Per questo si offre di aiutarla ma, per farlo, deve dire a Liam che Alex è colpevole.
A Quantico, nei flashback, Nimah e Raina continuano con la loro copertura, fingendosi una persona sola, Elias scopre del passato di Simon a Gaza e Miranda scopre che Ryan è un agente sotto copertura e si chiede chi la voglia spiare.
- Altri interpreti: Anabelle Acosta (Natalie Vasquez), Rick Cosnett (Elias Harper).
- Ascolti USA: telespettatori 6 980 000[5]
- Ascolti Italia: telespettatori 451 000[4]

## Copertura
- Titolo originale: Cover
- Diretto da: Jennifer Lynch
- Scritto da: Jordon Nardino

### Trama
New York, presente.
La madre di Alex, Sita, viene catturata per un interrogatorio durante il quale rivela che Alex era sparita per un anno nel periodo in cui si trovava in India, dopo la morte del padre. Inizialmente continua a sostenere l'innocenza della figlia, ma viene convinta da Liam a fare un appello pubblico ad Alex, durante una conferenza stampa televisiva, nel quale le chiede di costituirsi. Alex, intanto, cerca l'aiuto di Simon, che era stato buttato fuori da Quantico durante l'addestramento. I due scoprono che il piano per l'attentato alla Gran Central e per incastrare Alex era stato organizzato durante tutto il loro soggiorno a Quantico. La posizione dei ragazzi viene scoperta e Simon aiuta Alex a scappare, ma lui in realtà sta lavorando segretamente per Clayton, il direttore dell'FBI.
Quantico, qualche mese prima.
La nuova missione delle reclute consiste nel redigere un profilo psicologico dei propri compagni e questo li mette gli uni contro gli altri. Al termine della prova, abilmente superata, Miranda li obbliga a scegliere tramite votazione tre persone da espellere dalla base di Quantico, se decideranno di non votare allora sarà lei stessa a eliminarne ben dieci. Nel frattempo Alex continua a scavare nel suo passato scoprendo che suo padre era un eroe e che quindi lo ha ucciso giudicandolo male. Nimah, invece, abbandona la sorella gemella lasciando la base.
- Altri interpreti: Anabelle Acosta (Natalie Vasquez), Anna Khaja (Sita Parrish)
- Ascolti USA: 5 670 000[6]
- Ascolti Italia: 406 000[7]

## Uccidere
- Titolo originale: Kill
- Diretto da: Rachel Morrison
- Scritto da: Cherien Dabis

### Trama
A Quantico, durante un'esercitazione di recupero ostaggi, Alex è ancora sopraffatta dai pensieri su ciò che ha scoperto di suo padre e pertanto fa perdere la sua squadra. Al contempo, Elias, sempre più sospettoso, continua ad indagare su Simon e Miranda si confronta con Nimah spiegandole la storia riguardante suo figlio Charles e la convince a tornare all'accademia.
Nel presente, Alex e Simon hanno scoperto che l'esplosivo è stato venduto da una delle aziende di Shelby e così decidono di entrare di nascosto in casa della ragazza per scoprire qualcosa di più. Durante il loro sopralluogo, Shelby li sorprende e si scontra con Alex. Come Simon, anche lei è in realtà un agente e che è d'accordo con il capo dell'FBI per farla finire in prigione. Si unisce a loro Ryan, che li avverte dell'imminente arrivo di una squadra pronta ad arrestarla. Simon e il suo collega scappano per non essere compromessi e Alex, scampata nuovamente alla cattura, prende in ostaggio Shelby per ottenere quante più informazioni possibili sull'attentato. Intanto Clayton Haas dirama l'ordine agli agenti dell'FBI di uccidere Alex qualora venisse trovata.
- Altri interpreti: Rick Cosnett (Elias Harper), Mark Pellegrino (Clatyon Haas), Anna Khaja (Sita Parrish), Johnathon Schaech (Michael Parrish)
- Ascolti USA: telespettatori 5 200 000[8]
- Ascolti Italia: telespettatori 361 600[7]

## Trovato
- Titolo originale: Found
- Diretto da: David McWhirter
- Scritto da: Jake Coburn

### Trama
A Quantico, nella loro prima esercitazione al di fuori dell'accademia, le reclute vengono messe alla prova con un incarico sotto copertura: il loro compito è quello di crearsi un alias e infiltrarsi in un convegno aziendale, cercando di ottenere un colloquio con l’amministratore delegato senza che nessuno scopra la loro vera identità. La tensione fra Caleb e Shelby cresce dato che il ragazzo tenta in tutti i modi di sventare i tentativi di lei; Simon invita al galà un ragazzo spacciandolo per il suo compagno in modo da convincere Elias riguardo alla sua sessualità ma viene prontamente smascherato dallo stesso; Nimah e Raina, sotto la pressione di Miranda che minaccia di cacciarle dall'accademia in caso di fallimento, devono collaborare strettamente dovendosi scambiare allo scattare di ogni ora. Alla fine le gemelle si rivelano le vere "vincitrici" ma anche Alex e Ryan riescono a portare a termine la missione.
Nel presente, Alex è costretta a rivolgersi a The Unknown, un gruppo di hacker operante nel dark Internet che le permetterà di rivolgersi in diretta streaming a milioni di persone senza che le forze dell’ordine rintraccino la sua posizione. Il suo scopo è quello di rivelare a tutti la sua verità e il progetto si rivela talmente efficace da convincere anche Shelby della sua innocenza che, liberata dopo la fuga di Alex, si schiera dalla parte della Parrish e quindi collabora con Ryan e Simon. Quest'ultimo riceve tramite email il nome degli agenti presenti alla Grand Central il giorno dell'attentato e, fra tutti, figura il nome di Caleb.
- Altri interpreti: Jacob Artist (Brandon Fletcher), David Alpay (Duncan Howell), Danny Boushebel (Hasan Darr), Anna Diop (Mia)
- Ascolti USA: telespettatori 5 100 000[9]
- Ascolti Italia: telespettatori 340 030[10]

## Dio
- Titolo originale: God
- Diretto da: Peter Leto
- Scritto da: Beth Schacter

### Trama
A Quantico, le reclute devono investigare sulla vita di una persona a loro molto vicina: Miranda infatti si offre come cavia e assegna loro il compito di pedinarla, di scoprire tutto su di lei, di seguirla e vedere cosa realmente nasconda. Questo porterà alla luce il vero motivo per il quale suo figlio si sia messo nei guai con la giustizia, ma soprattutto farà scoprire ad Alex la verità su Ryan, inizialmente assunto da Liam per seguirla e assicurarsi che non avesse cattive intenzioni. La ragazza decide quindi di lasciarlo. Al contempo, le gemelle continuano a dibattersi sulle intenzioni di Simon finché decidono di cedere e invitarlo nella loro camera. Simon accidentalmente scopre la loro doppia identità, nella concitazione cade e picchiando la testa sviene sul pavimento. Inoltre, la storia tra Caleb e Shelby pare avere un lieto fine, infatti i due si riappacificano e diventano una coppia piuttosto solida.
Nel presente, Simon continua ad aiutare Alex nella sua ricerca e riesce ad entrare in possesso dei comandi del computer di Caleb, in modo che la ragazza possa scoprire se sia realmente lui colui che sta cercando di incastrarla. Visionando le immagini registrate dell'attentato attraverso il computer manomesso, sia Alex che Caleb scoprono che Shelby in realtà tradisce il ragazzo con suo padre, il direttore dell'FBI Clayton, e che quel giorno sul luogo dell'attentato fosse presente anche una delle gemelle Amin.
- Altri interpreti: Mark Pellegrino (Clayton Haas), Valerie Cruz (Vera Rodriguez), Jacob Artist (Brandon Fletcher), J. Mallory McCree (Charlie Price)
- Ascolti USA: telespettatori 4 050 000[11]
- Ascolti Italia: telespettatori 382 549[12]

## Via
- Titolo originale: Go
- Diretto da: Patrick Norris
- Scritto da: Logan Slakter

### Trama
A Quantico, ciascun allievo prova ad avallare teorie su cosa significhi il foglio bianco che gli è stato consegnato e cosa pretenda Miranda da loro. Inaspettatamente, Brandon lascia l'aula e a causa della sua uscita le reclute vengono intrappolate all'interno con un ordigno che si innesca automaticamente. Mentre qualcuno finisce nel panico, colui che prende in mano la situazione è Simon, che con l'aiuto degli altri protagonisti prova a disattivare la bomba. Non ci riesce, ma il tutto si rivelerà essere una messa in scena per scoprire chi avesse il coraggio di sacrificarsi per la propria patria. Shelby conosce Clayton Haas, il padre di Caleb; Ryan e Alex si riavvicinano, in quanto la protagonista scopre che in realtà Ryan era minacciato da Liam per degli eventi misteriosi avvenuti a Chicago, e solo per questo il ragazzo si è trovato costretto a pedinarla; Miranda presenta a tutti le gemelle Nimah e Raina, suscitando un prevedibile stupore generale.
Nel presente, Alex e Simon incontrano Raina e comprendono che non è lei la gemella presente sui luoghi dell'attentato, anzi la stessa sta cercando Nimah, che non le risponde da giorni. Entrambe, infatti, si erano infiltrate nel covo di una cellula terroristica di New York e Nimah non è riuscita a sganciarsi da questo compito. Con l'aiuto di Simon e Alex, Raina riesce a scambiarsi con Nimah, ma l'arrivo sul luogo di Ryan e Shelby pedinati da Natalie, la quale aveva già compreso che entrambi fossero collegati ad Alex, porta l'FBI a scoprire la tana della fuggitiva. Dopo un acceso scontro a fuoco, Ryan viene ferito gravemente e trascinato da Alex in strada. Natalie riesce a intercettarli e a sbarrargli la strada, ma, vedendo il ragazzo ferito, non trova il coraggio di arrestarli.
- Altri interpreti: Rick Cosnett (Elias Harper), Mark Pellegrino (Clayton Haas), Jacob Artist (Brandon Fletcher), Michael Aronov (Hamza Kouri)
- Ascolti USA: telespettatori 4 380 000[13]
- Ascolti Italia: telespettatori 325 895[14]

## Finita
- Titolo originale: Over
- Diretto da: James Whitmore Jr.
- Scritto da: Justin Brennenman e Sharbari Z. Ahmed

### Trama
A Quantico, le reclute vengono mandate sul campo da Miranda per comporre un puzzle di indicazioni assegnategli e debellare una minaccia reale. Alex scopre, con l'aiuto di Ryan, che suo padre e Liam fossero di guardia durante l'attentato a Omaha che uccise più di 200 persone e in cui anche la madre era rimasta coinvolta. I due riescono a rubare i documenti comprovanti questo fatto, ma durante la missione delle reclute, nella quale Alex riesce ad arrestare il presunto colpevole per poi scoprire, a causa di una distrazione, che la terrorista sia lei in quanto incastrata dal reale attentatore, Liam ne ritorna abilmente in possesso, confessando però ad Alex che la colpa di quelle vittime fosse sua e di suo padre. I due, infatti, come tutti gli altri agenti, hanno commesso una disattenzione sul campo e per il bene comune tutto quanto è stato insabbiato a discapito di sua madre. Nel frattempo, Simon non riesce più a sopportare il fatto di aver scoperto la reale identità delle due gemelle. Entrambe lo schivano per ragioni diverse, e così il ragazzo crolla psicologicamente cedendo alle richieste di un lontano passato e diventando un aggancio per una cellula terroristica del Medio Oriente; infine, sola in casa, Miranda viene colpita da una misteriosa figura, Alex giunge in suo soccorso e ascolta la donna sussurrare il nome di Charlie.
Nel presente, Alex estrae coraggiosamente il proiettile che ha colpito Ryan. Mentre i due cercano di fare mente locale sull'accaduto, arriva in loro soccorso la Unknow che avvisa Alex che qualcuno sta "hackerando" i computer dell'FBI. Dopo un'attenta analisi, i protagonisti scoprono che la prima bomba fosse solo l'inizio e che New York sia ancora sotto minaccia terroristica. Clayton Haas, visto che i computer sono sotto attacco, chiede aiuto a Caleb per sbarazzarsi di tutte le prove riguardanti la sua relazione con Shelby al fine di non far soffrire sua madre. Inizialmente riluttante, Caleb decide di accontentare il padre portando a galla innanzitutto che Shelby in realtà lo amasse ancora, ma soprattutto che il padre fosse a conoscenza del fatto che Alex non sia la reale colpevole. La stessa, per il bene di tutta la città di New York decide di costituirsi, avvisando tutti che una bomba sta per esplodere.
- Altri interpreti: Mark Pellegrino (Clayton Haas), Jacob Artist (Brandon Fletcher), David Alpay (Duncan Howell), Anna Diop (Mia), Marjan Neshat (Samar Hashmi)
- Ascolti USA: telespettatori 4 200 000[15]
- Ascolti Italia: telespettatori 294 449[16]

## Colpevole
- Titolo originale: Guilty
- Diretto da: Stephen Kay
- Scritto da: Cameron Litvack

### Trama
A Quantico, le reclute vengono addestrate da Susan Langdon, un'ex agente speciale che li mette alla prova cercando di scovare dei veri serial killer o meglio scoprire quale, tra le varie vittime, non abbiano realmente ucciso loro. Nel frattempo, Alex scopre che Liam ha un serio problema con l'abuso di sostanze alcoliche e vuole aiutarlo nonostante il tentativo di opposizione di Ryan, in quanto gli ricorda suo padre. Intanto, si scopre che non è stato Charlie a colpire Miranda, che pian piano tenta di riprendersi dall'aggressione; Simon, tramite l'esercitazione, scopre che Susan Langdon non è in realtà chi dice di essere e la donna tenta di rapirlo, ma Ryan interviene appena in tempo e gli salva la vita. Simon, però, dopo esser venuto a conoscenza delle menzogne dette dalla Langdon, decide di far rapporto alla polizia riguardo al serial killer che aveva incastrato, il quale viene scarcerato. Gli altri NAT non si schierano dalla sua parte, anzi lo criticano pesantemente e lo emarginano.
Nel presente, Alex si è fatta imprigionare dall'FBI ma, per ordine del Presidente, un'organizzazione ben più potente intende farla confessare per un crimine che non ha commesso. Inizialmente torturata individualmente, viene poi messa di fronte al ferito Ryan, che rischia di morire a causa delle infezioni dovute al colpo di pistola subito il quale è stato intercettato assieme alla Unknow mentre fuggiva in elicottero. I loro ex compagni di addestramento cominciano ad indagare approfonditamente grazie all'aiuto tempestivo di Elias, giunto per proteggere legalmente Alex dopo la sua espulsione dalla base di Quantico. Alex non confessa e resiste alle torture psicologiche fino all'arrivo in suo soccorso di Liam, il quale viene convinto dalle ex reclute che la ragazza non sia colpevole. Dai video di sorveglianza, infatti, emerge una falla nelle indagini e viene alla luce il complotto ordito ai suoi danni. La seconda bomba è ancora tra le vie della città e per fermare i terroristi Liam chiede ad Alex di fingere di essere colpevole per dare modo ai malviventi di uscire allo scoperto. Per questo motivo, davanti a tutto il mondo, Alex si dichiara colpevole.
- Altri interpreti: Oded Fehr (Griffin Wells), Rick Cosnett (Elias Harper), Mark Pellegrino (Clayton Haas), Jacob Artist (Brandon Fletcher), Anne Heche (Susan Langdon)
- Ascolti USA: telespettatori 4 070 000[17]
- Ascolti Italia: telespettatori 297 135[18]

## Quantico
- Titolo originale: Quantico
- Diretto da: Paul A. Edwards
- Scritto da: Jordon Nardino

### Trama
Nel passato le reclute vivono una situazione di fortissimo stress psicologico. Gli addestramenti sono estenuanti e la missione prevede di analizzare i file delle prossime reclute che prenderanno il loro posto. Nel frattempo, Alex scopre una finta cicatrice di Natalie e Nimah punta il dito contro Simon definendolo carnefice della guerra che sta affrontando il suo popolo. Messa alle strette Miranda deve giudicare la posizione di entrambi: salva Natalie, la quale racconta una forte storia di abusi subiti in gioventù, mentre espelle Simon il quale ammette le sue colpe pur pagandone ancor ora le conseguenze a livello interiore. Anche Ryan lascia la base, salutando Alex e scambiandosi le promesse di rimanere uniti anche fuori dalla base.
Nel presente, Alex è per tutto il Mondo la responsabile dell'attacco terroristico dopo la confessione realizzata. Ora ha 24 ore di tempo prima di andare davanti al giudice per essere definitivamente reclusa, tempo che impiegherà per cercare il vero responsabile e soprattutto la seconda bomba che sta per esplodere; ad aiutarla trova tutta la squadra di ex reclute al gran completo. Incalzata però da Miranda, Alex anziché cercare la bomba direttamente comincia a pedinare i suoi compagni, ne ascolta le conversazioni e li osserva di nascosto tramite delle telecamera nascoste. Ne escono gli altarini soprattutto di Shelby con il padre di Caleb così come un rapporto sentimentale segreto di Raina. Inoltre, Simon compie un apparente passo falso: conscio di essere seguito il ragazzo consegna le sue relazioni con un esponente di una cellula terroristica. L'FBI interviene immediatamente e Simon racconta di essere di fatto lui il responsabile dell'attacco terroristico, o almeno in parte. Aveva infatti intenzione di commettere un attentato politico al fine di far cessare le ostilità in guerra da ebrei e mussulmani, piazzando due ordigni nella città attraverso le linee della metropolitana, una sotto una Sinagoga e l'altra sotto una Moschea. Un'ora prima di far brillare le bombe avrebbe avvertito le potenziali vittime, al fine di far evacuare l'area e poi, a parere suo, con le esplosioni sarebbe arrivata la pace. Ma qualcuno ha rubato le sue mappe, i suoi piani e i suoi dispositivi piazzandone uno alla Grand Central. Schivato da tutti per queste sue affermazioni, Simon lascia la scena prima di essere inseguito da Alex che, scoperta dai suoi ex compagni i quali la accusano di aver dubitato di loro, è nuovamente sola. Simon nega il suo aiuto prima di essere rapito.
- Altri interpreti: Rick Cosnett (Elias Harper), Jacob Artist (Brandon Fletcher), Marjan Neshat (Samar Hashmi), Mark Ghanimè (Danny)
- Ascolti USA: telespettatori 4 390 000[19]
- Ascolti Italia: telespettatori 297 389[20]

## Dentro
- Titolo originale: Inside
- Diretto da: Thor Freudenthal
- Scritto da: Joshua Safran

### Trama
Natale è appena trascorso, quasi tutte le reclute tornano a casa per trascorrere l'ultimo dell'anno in famiglia. Alex, Nimah, Shelby e Natalie non sono di questo avviso e si ritrovano tutte sole in un'insolita base di addestramento deserta. Mentre se la prendono comoda decidono di continuare con il loro compito di indagare su casi irrisolti dell'FBI, ma ad interromperle arriva Caleb, il quale deve presenziare ad una festa di Capodanno con i suoi genitori ma non intende andarci da solo. Mentre Shelby, Alex e Natalie lasciano la base per andare alla festa, Nimah intavola un discorso molto introspettivo con Miranda riguardo alla sua aggressione a suo figlio Charlie. Alla festa di Capodanno Shelby conosce la madre di Caleb, Claire Haas, ex agente dell'FBI e ora senatrice e candidata come Vicepresidente del Partito Democratico. Dopo aver rotto il ghiaccio le due donne parlano apertamente di Caleb e Shelby si affeziona alla sua "futura suocera". Però Caleb, indagando a fondo, scopre che sua madre in realtà stia continuando a sfruttare il nome del marito per costruirsi una carriera. Nonostante tutto questo sia appurato, Shelby rimprovera Caleb cercando di fargli comprendere che a volte non è necessario che la verità venga a galla e decide di lasciarlo. Anche Alex e Ryan sono nella medesima situazione: alla festa la ragazza scopre che Ryan sia stato invitato e accompagnato da una donna. Nonostante alla fine quest'ultima riveli ad Alex che Ryan non faccia altro che pensare a lei, la protagonista lascia la festa a bordo dell'auto guidata da Liam.
Miranda ritrova Charlie sull'uscio di casa, massacrato e visibilmente ferito. Scusandosi per aver sospettato di lui, chiama i soccorsi.
Nel presente, tutti continuano a sospettare di Simon. Il ragazzo è irreperibile dopo il rapimento e, grazie ad Elias, gli agenti giungono in una stanza d'albergo dove il presunto colpevole è seduto con un detonatore incollato alla mano. Superato lo shock e ragionando a mente lucida, Alex crede alle affermazioni di innocenza di Simon ed entrambi comprendono che a giocare sporco sia in realtà lo stesso Elias, in quanto ha compiuto dei significativi passi falsi nel tentativo di incolpare Simon. Elias ammette di essere lui il rapitore di Alex poco prima degli attentanti alla Grand Central e di essere colpevole anche di quanto accaduto a Simon, ma di non essere lui la mente ultima di quanto sta accadendo. Egli è in realtà vittima di una sua vecchia conoscenza che ha portato gli attentatori a tenerlo in scacco facendogli compiere azioni che non avrebbe mai voluto commettere. Non conoscendo di fatto l'esatta ubicazione del secondo ordigno, l'FBI dispiega tutti i suoi uomini e mezzi di cui dispone per scovare la bomba; Elias decide per la vergogna di gettarsi dalla finestra del palazzo. Nella caldaia dell'albergo dove si sta per tenere un importante comizio del Partito Democratico viene scovata la bomba e all'ultimo secondo viene disinnescata dagli artificieri.
All'albergo Simon toglie il dito dal detonatore, convinto che la minaccia sia stata debellata, ma i protagonisti sentono una potente deflagrazione giungere dall'altra parte della città. Il centro operativo dell'FBI è completamente distrutto.
- Altri interpreti: Eliza Coupe (Hannah Wyland), Rick Cosnett (Elias Harper), Mark Pellegrino (Clayton Haas), J. Mallory McCree (Charlie Price), Marcia Cross (Claire Haas)
- Ascolti USA: telespettatori 4 560 000[21]
- Ascolti Italia: telespettatori 360 664[22]

## Alex
- Titolo originale: Alex
- Diretto da: Jamie Payne
- Scritto da: Jake Coburn

### Trama
A Quantico, le reclute si trovano di fronte ad una prova impossibile: attraverso numerosi test dovranno sfidare fisicamente e mentalmente studenti più avanti nella preparazione. Chi vincerà la sfida potrà scegliere cinque alunni della classe avversaria da rimandare a casa. Alex, Shelby, Caleb e compagni vengono letteralmente schiacciati dagli acidi e antipatici rivali nella prova finale, alla quale si è arrivati con un pari merito per la terza volta nella storia di Quantico. Miranda a questo punto decide di far espellere cinque reclute da entrambe le classi da Quantico, consapevole di non averli sottoposti ad un'esercitazione equa, e di unirle in un unico team. I nostri protagonisti cominciano pertanto una convivenza difficile con reclute che fino a poche ore prima detestavano.
Sempre nel passato Shelby scopre che Samar è stata rapita. Ad affermarlo è suo marito, di cui Shelby ignorava l'esistenza. Assieme a Caleb cercherà di ricostruire gli ultimi spostamenti della donna che credeva sua sorella, nonostante non sia tenuta a farlo. Le gemelle Amin cercano di convincere Charlie, il figlio di Miranda, a confessare chi lo ha rapito e torturato. Ci riesce Raina, che ottiene i nomi degli aggressori e, senza dire nulla a Nimah, intraprende un'indagine personale.
Tre mesi sono passati dall'attentato al centro operativo dell'FBI. Shelby è sopravvissuta, ma Clayton Haas, assieme ad altri trenta agenti, è morto nell'esplosione. Il bureau incolpa Elias dell'accaduto e giudica il caso chiuso supportando la tesi attraverso prove e testimonianze come quella di Simon. L'unica persona che non crede alla colpevolezza di Elias e che considera la città ancora in grave pericolo è Alex, la quale, pur essendo rimasta sola, riesce ad ottenere diversi riscontri dai cittadini newyorchesi. Mentre la ragazza continua ad indagare e a disperarsi per quanto accaduto arriva Ryan, che le chiede di smetterla perché non c'è nessuna prova a sostegno di un complotto. Alex torna quindi davanti ai riflettori e annuncia che anche per lei il caso è chiuso, ricevendo minacce e insulti telefonici da coloro che facevano affidamento su di lei nella ricerca della verità. Tra le varie telefonate Alex ne riceve una criptata: è l'attentatore. La protagonista segue le istruzioni e si ritrova in un vicolo buio dove vede in un video il suicidio di Duncan che, a giudicare dalle sue ultime parole, sembra essere stato costretto al drammatico gesto, come avvenuto per Elias. A questo punto dall'ombra spunta l'agente Natalie Vazquez, completamente imbottita di tritolo, e l'attentatore al telefono chiede ad Alex di continuare a seguire le sue istruzioni se non vuole che qualcosa di brutto accada alla sua collega.
- Altri interpreti: Jacob Artist (Brandon Fletcher), J. Mallory McCree (Charlie Price), Lenny Platt (Drew Perales), Li Jun Li (Iris Chang), Jay Armstrong Johnson (Will Olsen), David Alpay (Duncan Howell), Noam Jenkins (Khaled), Rick Cosnett (Elias Harper), Marcia Cross (Claire Haas)
- Ascolti USA: telespettatori 3 750 000[23]
- Ascolti Italia: telespettatori 276 767[24]

## Chiaro
- Titolo originale: Clear
- Diretto da: Jamie Barber
- Scritto da: Sharbari Z. Ahmed

### Trama
A Quantico, le reclute intraprendono la loro convivenza nel centro di addestramento e vengono posti dinanzi a una prova molto particolare: devono svolgere un'attività di human intelligence, ossia scoprire la personalità dei compagni per poi riuscire ad estorcere informazioni. Comincia quindi una bagarre serrata per scoprire più dettagli possibili dai compagni di avventura ed applicare questa esperienza sul campo, all'interno di un locale dove si riuniscono politici da cui farsi confidare il più possibile. Come accade spesso, l'operazione altro non è che una trappola e gli allievi si ritrovano a loro volta esposti ad estorsione, fallendo miseramente quanto gli era stato assegnato da Miranda e Liam. Nel frattempo Shelby decide di pagare la somma di 5 milioni di dollari per il riscatto della sua falsa sorella rapita e lo fa attraverso il facoltoso padre di Caleb. Si scopre, però, che la donna è attualmente in Croazia e ancora una volta ha eluso Shelby cercando di farsi spedire dei fondi per poi ricostruirsi un'identità.
Infine, Natalie lascia la base: Miranda le concede un permesso per occuparsi della sua famiglia.
Nel presente, Natalie ha addosso un quantitativo industriale di tritolo, il terrorista l'ha drogata e le ha allacciato una cintura con comando a distanza. Lei e Alex devono eseguire i suoi ordini se vogliono salvarsi. Al telefono viene chiesto loro di addentrarsi nel server centrale dell'FBI, rubare i dati sugli spostamenti della carovana presidenziale e di inviarli senza "fare rumore". Nonostante gli ostacoli formati da Ryan e la sua ex moglie Hannah Wyland, ora a capo della sezione, le due riescono a ottenere quanto richiesto, ma allo stesso tempo seguono il segnale proveniente dal computer del terrorista pensando di poterlo incastrare. Giunte sul luogo tutto si trasforma in una trappola e una potente esplosione uccide Natalie. Alex è sconvolta e corre a chiedere aiuto a Ryan, che la giudica inferma psicologicamente. Proprio mentre i due sono assieme una foto giunge sul telefono di Alex: il terrorista li sta spiando e chiede ancora di essere accontentato per l'incolumità di tutti.
- Altri interpreti: Jacob Artist (Brandon Fletcher), Lenny Platt (Drew Perales), Li Jun Li (Iris Chang), Jay Armstrong Johnson (Will Olsen), Eliza Coupe (Hannah Wyland)
- Ascolti USA: telespettatori 3 960 000[25]
- Ascolti Italia: telespettatori 298 751[26]

## Rispondere
- Titolo originale: Answer
- Diretto da: Jennifer Lynch
- Scritto da: Beth Schacter

### Trama
Doppio addestramento per le reclute di Quantico, dapprima gli allievi vengono messi alla prova con la guida di un'auto sportiva per poi passare all'interrogatorio di sospetti criminali. È l'occasione per Alex di avvisare Drew su quanto ha scoperto riguardo a Liam, che potrebbe coinvolgere anche l'incidente legato alla sua fidanzata. Si scopre ben presto che Liam aveva venduto delle armi a dei criminali i quali, messi in fuga dalle autorità avevano sparato alla fidanzata di Drew uccidendola. Miranda è doppiamente sconvolta sia di come l'agente si sia fatto scoprire sia di come Liam abbia potuto intraprendere una relazione con Alex, venuta a galla durante il diverbio tra i due. Intanto, Nimah continua a pedinare Raina, dalle sue indagini emerge che la sorella è entrata di sua spontanea volontà all'interno di una cellula terroristica. Esposta all'evidenza Raina ammette tutto quanto ma afferma di essere in missione per conto di Miranda visto che quella cellula è la stessa che ha rapito e maltrattato Charlie. Nel frattempo Caleb continua, all'insaputa di Shelby, a mantenersi in contatto con Samar, lo fa sotto mentite spoglie, continuando a finanziarla e cercando di comprendere le sue reali intenzioni. L'unico ad essersene accorto è Will.
Nel presente Alex va a trovare Simon, sperduto in una foresta imbiancata. Il ragazzo è in preda alla depressione, non riesce a sopportare quanto accaduto a Elias. Dopo aver minacciato Alex di ucciderla si lascia convincere ad aiutare la protagonista nella caccia allo spietato terrorista grazie anche all'aiuto di Nimah e Ryan, giunti anch'essi sul posto. Arrivato all'appartamento di Alex, i due ricevono la chiamata del terrorista e, dopo che Simon inserisce qualcosa nel telefono della ragazza, finalmente le permette di rispondere.
- Altri interpreti: Jacob Artist (Brandon Fletcher), Lenny Platt (Drew Perales), Li Jun Li (Iris Chang), Jay Armstrong Johnson (Will Olson), Marjan Neshat (Samar Hashmi)
- Ascolti USA: telespettatori 3 540 000[27]
- Ascolti Italia: telespettatori 306 564[28]

## Tu
- Titolo originale: Turn
- Diretto da: David McWhirter
- Scritto da: Cameron Litvack

### Trama
Nella base di Quantico dopo aver svolto l'ennesima esercitazione, Charlie, il figlio di Miranda, porta un commando di terroristi al cancello pronti ad assaltare la struttura. Le reclute si chiudono a riccio all'interno tranne Shelby che si trovava casualmente all'esterno, appena fuggita dopo aver scoperto che i suoi genitori sono in realtà vivi e vegeti. In suo soccorso arrivano Caleb e Will, consapevoli delle loro responsabilità se la ragazza dovesse perire sotto i colpi dei terroristi - è infatti a causa delle loro indagini se la verità è venuta a galla. Anche Liam esce allo scoperto cercando di proteggere le reclute ma proprio mentre sta per essere freddato arriva in suo soccorso Drew che lo salva da morte certa. Liam ringrazia Drew e tra i due sembra regnare la pace.
La minaccia però non è del tutto debellata, Charlie confessa di esser stato costretto a portare sul luogo i terroristi, spiegando loro le debolezze della struttura, Miranda è sconvolta e mentre cerca di fare il punto della situazione assieme a Raina vengono prese in ostaggio dal commando. È lo stesso Charlie a salvare la madre ma per un errore di valutazione dell'FBI, giunto sul luogo, viene colpito da un cecchino rimanendo gravemente ferito. Shelby infine incontra sua sorella e dopo aver sentito le sue ragioni, sulla richiesta di soldi sua e dei suoi genitori, la abbandona ringraziando Caleb per aver scoperto la verità.
Nel presente il terrorista continua a fare richieste ad Alex, questa volta dovrà scambiare delle pillole nella borsa della senatrice Claire Haas. All'interno del flacone in suo possesso c'è una ricetrasmittente ma la protagonista non sa come riuscire nella sua missione. Chiede aiuto ad Hannah che ovviamente non solo non le crede ma consiglia alla ragazza di lasciare per sempre l'FBI prima di essere arrestata. Proprio quando tutto sembra volgere al peggio la stessa Hannah aiuta Alex scambiando le pillole, favorendo il terrorista, ha scoperto infatti che Natalie non è scomparsa ma veramente morta come dichiarato da Alex durante la sua richiesta di aiuto.
- Altri interpreti: Eliza Coupe (Hannah Wyland), J. Mallory McCree (Charlie Price), Lenny Platt (Drew Perales), Li Jun Li (Iris Chang), Jay Armstrong Johnson (Will Olsen), Marjan Neshat (Samar Hashmi), Marcia Cross (Claire Haas)
- Ascolti USA: telespettatori 3 390 000[29]
- Ascolti Italia: telespettatori 175 045[30]

## Indizio
- Titolo originale: Clue
- Diretto da: Steve Robin
- Scritto da: Justin Brenneman

### Trama
Nel passato, a Quantico, Shelby è molto abbattuta dopo la notizia della mancata morte dei suoi genitori. Esuberante e estremamente sensuale con Caleb si trasforma presto in una donna molto fragile durante la prova che vede le reclute impegnate a sventare una minaccia terroristica su un aereo. Finita la prova, che si rivela poter assumere ogni volta uno scenario diverso e porta quindi alla sconfitta di tutti gli allievi, Miranda deve fare ammenda dei suoi peccati con i suoi superiori, l'attentato dello scorso episodio in fin dei conti è conseguenza delle sue azioni. Per questo motivo viene allontanata dalla base e Liam a questo punto chiamerà a sostituirla Ryan.
Alex ha una nuova e decisa alleata, Hannah: infatti questa cerca immediatamente di aiutare la ragazza a liberarsi del terrorista che la assedia. Questo genera però in lei un'ansia estrema che la porta a commettere dei grossolani errori ai danni dalla candidata alla vicepresidenza Claire Haas. Il terrorista chiede alla coppia di depositare un pacco per lui all'interno di un teatro, le due agenti eseguono il compito ma in un momento di blackout all'interno della struttura Hannah comincia a sparare terrorizzando i presenti. La donna, recidiva, viene sospesa da Miranda e Ryan colpevolizza Alex per l'accaduto. Successivamente, Alex riceve l'ennesima telefonata criptata, questa volta però il favore richiesto è annunciato come essere l'ultimo. Simon nel frattempo scopre che sotto il teatro, durante il blackout che è costato il licenziamento di Hannah, c'è stato un imponente furto di dati ai danni di un laboratorio. La caccia continua.
- Altri interpreti: Eliza Coupe (Hannah Wyland), Jacob Artist (Brandon Fletcher), Lenny Platt (Drew Perales), Li Jun Li (Iris Chang), Jay Armstrong Johnson (Will Olsen), Marcia Cross (Claire Haas)
- Ascolti USA: telespettatori 3 680 000[31]
- Ascolti Italia: telespettatori 181 770[32]

## Bene
- Titolo originale: Care
- Diretto da: Félix Enríquez Alcalá
- Scritto da: Logan Slakter

### Trama
Nel passato le reclute vengono spedite in Canada da Liam e Ryan: qui dovranno cercare di superare il confine senza soldi o documenti. Il vincitore avrà la possibilità di scegliere l'agenzia americana dove andrà a prestare servizio una volta ultimato l'addestramento. La sfida è vinta dalle gemelle Amin che ottengono anche la riapertura del caso che aveva coinvolto loro e Miranda. Nel frattempo Alex dimentica Ryan e cede all'amore passionale con Drew. Caleb organizza un incontro tra Shelby e i suoi genitori. La reunion ottiene il benestare di Shelby che si fa raccontare la loro storia: sono gli artefici della vendita di armi che hanno permesso ai talebani di compiere l'attentato dell'11 settembre. La vergogna e la paura di una condanna hanno fatto fingere loro di essere morti. Quando Shelby li perdona Caleb scopre però che essi vogliono ancora circuire la ragazza e pertanto li obbliga ad andarsene con una buona uscita di 5 milioni di dollari.
Nel presente Alex deve consegnare al terrorista una persona sotto protezione da parte della CIA; assieme a Simon riesce a scovare l'indirizzo e fingendosi Ryan e l'agente Raina arrivano a destinazione. La persona protetta è Will Olsen, segregato da molti mesi in una camera spoglia e senza contatti con l'esterno. Il suo crimine è quello di avere una mente molto sviluppata che gli ha permesso di conoscere a memoria tutti i codici e le informazioni riguardanti l'NSA e questa sua peculiarità fa molto comodo al terrorista. Alex e Simon riescono a farlo evadere con grande sospetto di Ryan il quale si ritrova senza un uomo chiave, ma non può accusare la Parrish in quanto non ha prove del suo coinvolgimento. Quando Alex consegna Will al terrorista, questi chiede anche Simon come garanzia e nello scambio al volante del furgone che porterà i due dal terrorista c'è Shelby.
- Altri interpreti: Kelly Rutherford (Laura Wyatt), Kevin Kilner (Glenn Wyatt), Lenny Platt (Drew Perales), Li Jun Li (Iris Chang), Jay Armstrong Johnson (Will Olsen)
- Ascolti USA: telespettatori 3 570 000[33]
- Ascolti Italia: telespettatori 189 577[34]

## Presto
- Titolo originale: Soon
- Diretto da: P.J. Pesce
- Scritto da: Cherien Dabis

### Trama
New York, nel presente.
Mentre Alex comincia a pensare ai motivi per cui Shelby si trovasse a guidare l'auto dell'attentatore trova un'insospettata alleanza da parte delle gemelle Amin che l'aiutano a scoprire di più su quanto accaduto. Ryan al contrario continua a braccare la ragazza, sperando che questa cada in fallo da un momento all'altro. Alex viene prelevata da Claire Haas che la porta direttamente da un Caleb visibilmente provato e tossicodipendente. Il ragazzo dice di non aver superato il trauma dell'attentato e non può disintossicarsi perché non gioverebbe alla campagna elettorale della madre l'uscire allo scoperto. Caleb evade dalla prigionia controllata di sua madre e contatta Alex per aiutarla nel trovare Shelby; la ragazza però non è consapevole del fatto che sia la dipendenza che la fuga sono in realtà qualcosa di organizzato dal ragazzo e da qualcuno che lo sta indirizzando.
Nel passato le reclute vengono passate al setaccio da un test scritto molto personale consegnatogli dal trio formato da Liam, Ryan e Clayton Haas. Chi non lo supererà non potrà avere accesso a tutti i dati dell'FBI in quanto non giudicato meritevole. Al test passano tutti quanti tranne Iris Chang mentre Drew, Raina e Shelby vengono salvati in extremis dalla commissione che inizialmente non li aveva giudicati idonei. Morsa dalla rabbia Iris denuncia Caleb alla Sistemics raccontando loro la verità sulla sua reale identità. Per questo motivo e per rimanere nelle grazie dell'organizzazione il ragazzo è costretto a percuotere gravemente Will. Miranda non riesce a riottenere il suo posto di lavoro ma riesce a strappare una confessione da parte di Liam riguardo alla sua tresca amorosa con Alex. Nonostante questo Clayton non ci vede nulla di male nel comportamento di Liam e chiede a Miranda di andarsene dignitosamente. Comprendendo che i piani alti dell'FBI sono corrotti la donna consiglia ad Alex di continuare a scavare, indagando e cercando del marcio all'interno della base.
- Altri interpreti: Mark Pellegrino (Clayton Haas), Jacob Artist (Brandon Fletcher), Lanny Platt (Drew Perales), Li Jun Li (Iris Chang), Jay Armstrong Johnson (Will Olsen), Marcia Cross (Claire Haas)
- Ascolti USA: telespettatori 3 660 000[35]
- Ascolti Italia: telespettatori 257 994[36]

## Subito
- Titolo originale: Fast
- Diretto da: J. Miller Tobin
- Scritto da: Dan Pulick

### Trama
Nel presente, Alex si ritrova inaspettatamente al cospetto di Shelby, mentre quest'ultima collabora con l'FBI e con Miranda. Dopo essere riuscita a interagire con lei le sue certezze crollano: Shelby attraverso un codice morse scandito da un ticchettino con le dita, riesce a far sapere ad Alex che anche lei è una vittima. Le due quindi si ritrovano complici e indagano sulla sparizione di Will e Simon nonché partono alla caccia del terrorista. Mentre Miranda, Raina e Liam scoprono che Alex è l'ultima persona ad aver visto viva l'agente Vasquez, Shelby e Alex arrivano dove l'ultima telefonata del terrorista le ha portate, una chiesa. Qui trovano Will che è gravemente ferito, prima di morire il ragazzo avvisa le colleghe di aver dovuto costruire una bomba atomica per conto del terrorista.
Nel passato alle reclute vengono presentate le varie sezioni dell'FBI, una sorta di colloquio informativo dove i prossimi agenti potranno scegliere dove fare domanda. In realtà sono loro stessi ad essere giudicati e Drew assieme ad Alex vengono scelti dalla squadra di recupero ostaggi. I due devono calarsi da un grattacielo ma Drew mostra pericolosi difetti fisici e mentali. Messo alle strette da Alex e Liam è costretto a lasciare la base di Quantico. Nel frattempo Clayton fa chiarezza sulla posizione di Caleb nella Sistemics con Shelby e le gemelle Amin entrano a far parte della squadra antiterroristica.
- Altri interpreti: Mark Pellegrino (Clayton Haas), Jacob Artist (Brandon Fletcher), Lenny Platt (Drew Perales), Li Jun Li (Iris Chang), Jay Armstrong Johnson (Will Olsen), Ari Cohen (Dan Berlin), Daniel Kash (Marshall Freed), Claire Rankin (Dee Ruiz), Mandy Gonzalez (Susan Combs)
- Ascolti USA: telespettatori 3 460 000[37]
- Ascolti Italia: telespettatori 226 235[38]

## Partire
- Titolo originale: Drive
- Diretto da: Ron Underwood
- Scritto da: Jake Coburn

### Trama
Nel passato le reclute dopo una prova di forza entrano negli uffici dell'agenzia governativa e vengono sottoposte ad un lavoro d'archiviazione. Alex si ritrova a lavorare con uno degli agenti che erano con Ryan a Chicago e, grazie a questa occasione, viene a conoscenza di alcuni particolari fini ad allora a lei sconosciuti; le gemelle Amin vengono affidate da Susan Combs in una prova in cui devono identificare il loro contatto all'interno dell'ufficio senza far saltare la loro copertura. Mentre Raina esegue il compito, Nimah si sbaglia e persuade il presunto contatto perché non riferisca il suo errore ai piani alti. Shelby viene a scoprire che le lettere ricevute da parte dei suoi genitori sono in realtà state scritte da Caleb e furiosa la ragazza inveisce contro il ragazzo; inoltre decide di contattare Claire Haas annunciandole che i suoi genitori sono vivi e che meritano di essere incriminati per i loro reati commessi.
Nel presente, Shelby ed Alex cercano disperatamente Simon e la bomba che Will ha dichiarato di aver costruito. Giungono ad un ospedale in cui sono venute a sapere che vi è ricoverato un uomo con ferite da radiazione e con grande sorpresa si trovano di fronte Drew. Il ragazzo dice di essere stato messo in mezzo dal terrorista come loro e di aver scoperto che la mente dietro a tutti gli attentati è quella di Ryan. Sconvolta, Alex, con l'aiuto di Shelby e Drew, cerca di scavare ancora più a fondo e decide di intrufolarsi nell'ufficio di Ryan per rubare i dati presenti sul suo computer. Purtroppo però Ryan la sta attendendo. Alex e Ryan entrano in una feroce colluttazione dove la ragazza ha la meglio e riesce a fuggire. Proprio mentre sta scappando riceve la telefonata dal terrorista che questa volta non ha la voce criptata, si tratta di Drew. Il ragazzo aiuta telefonicamente Alex ad uscire all'esterno, facendosi beffe di tutti gli agenti che la stanno braccando dopo l'aggressione a Ryan. Alex arriva dunque ad un'auto con un ordigno all'interno, dovrà guidarla dove e come vorrà Drew se non vorrà che la bomba esploda e che Simon venga ucciso.
- Altri interpreti: Jacob Artist (Brandon Fletcher), Lenny Platt (Drew Perales), Li Jun Li (Iris Chang), Eric Morris (Paul Garnett), Mandy Gonzalez (Susan Combs)
- Ascolti USA: telespettatori 3 370 000[39]

## Giusto
- Titolo originale: Right
- Diretto da: Holly Dale
- Scritto da: Cameron Litvack

### Trama
Il passato mostra le reclute ormai in dirittura d'arrivo; un'ultima missione le attende: affiancare l'FBI nelle indagini relative ad importanti attentati terroristici. Alex si fionda nella missione che costò la carriera e la vita a suo padre, l'attentato di Omaha, dove scopre che suo padre e Liam non sbagliarono accidentalmente nelle valutazioni ma fornirono loro stessi dei vantaggi ai terroristi per farli uscire allo scoperto. La loro azione, che al momento sembrava un rischio calcolato, costò però la vita a decine di persone. Shelby nel frattempo intraprende una lotta personale contro i suoi genitori, foraggiata da Clayton riesce a falsificare dei documenti che permetteranno ai genitori di entrare negli Stati Uniti e, inconsapevole che anche questo potrebbe essere un rischio mal calcolato, prosegue nella sua missione nonostante gli avvertimenti di Alex, Liam e Caleb, quest'ultimo ancora in contatto con i Wyatt.
Nel presente Alex guida tra le vie di New York dettata dalla voce di Drew: se farà qualcosa di sbagliato la bomba all'interno dell'auto esploderà. Presto si scopre però che Simon e lo stesso Drew sono ostaggi in un palazzo della città. L'agente è stato costretto a registrare la sua voce e l'FBI, ancora ignara del fatto, riesce a intercettare il segnale. Giungono sul posto Ryan e qualche decina di agenti ma mentre Simon fugge dalla finestra Ryan fa irruzione nell'abitazione azionando un detonatore posto all'ingresso e l'esplosione che ne consegue uccide Drew all'istante. Simon corre in aiuto ad Alex e la convince che l'ordigno non è reale, non è collegato a nulla. Una volta in salvo gli agenti fanno mente locale di quanto accaduto e ricevono simultaneamente un messaggio in cui viene affermato che la bomba è stata rubata. Dall'altra parte della città Miranda scopre chi è realmente il terrorista, colui che spia l'FBI e ha rubato la bomba, il nome tanto ricercato è quello di Liam. L'uomo poco prima che la donna possa avvertire l'agenzia le spara due colpi di pistola da distanza ravvicinata.
- Altri interpreti: Kelly Rutherford (Laura Wyatt), Mark Pellegrino (Clayton Haas), Lenny Platt (Drew Perales), Li Jun Li (Iris Chang), Mandy Gonzalez (Susan Combs), Marcia Cross (Claire Haas)
- Ascolti USA: telespettatori 3 480 000[40]
- Ascolti Italia: telespettatori 129 643[41]